# Seznam vrcholů v Králickém Sněžníku

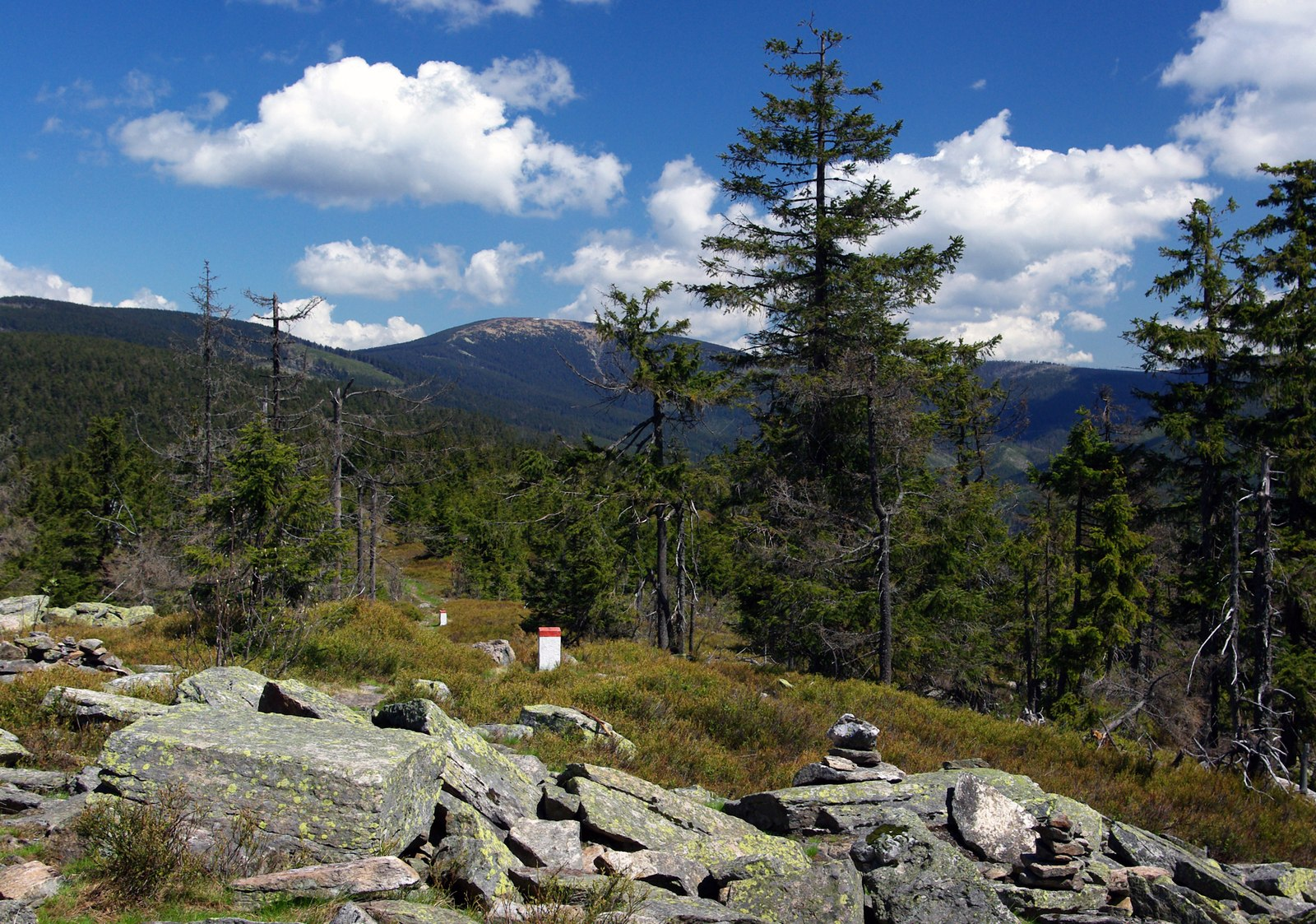
Králický Sněžník (1423 m n. m.)

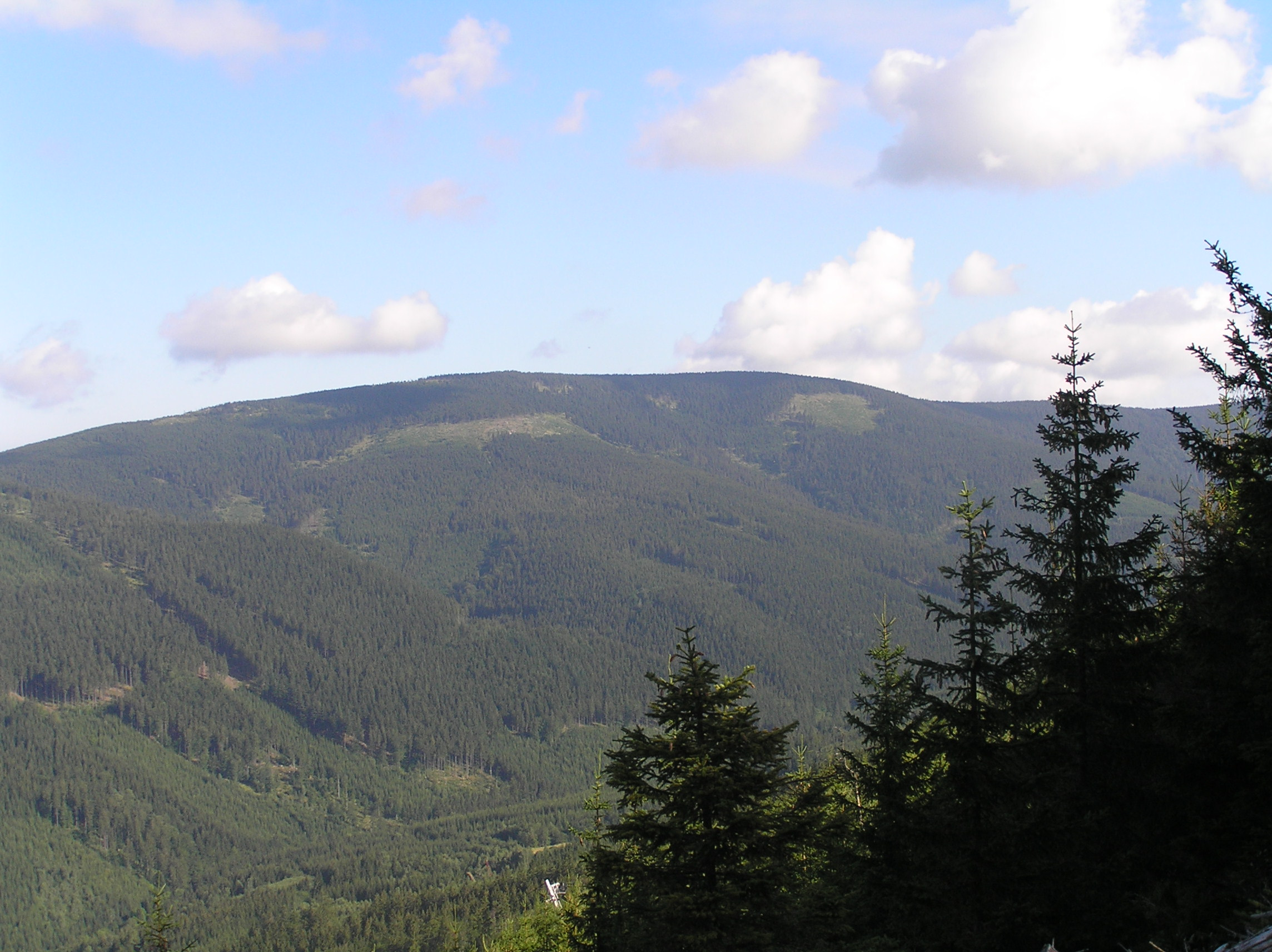
Malý Sněžník (1327 m n. m.)

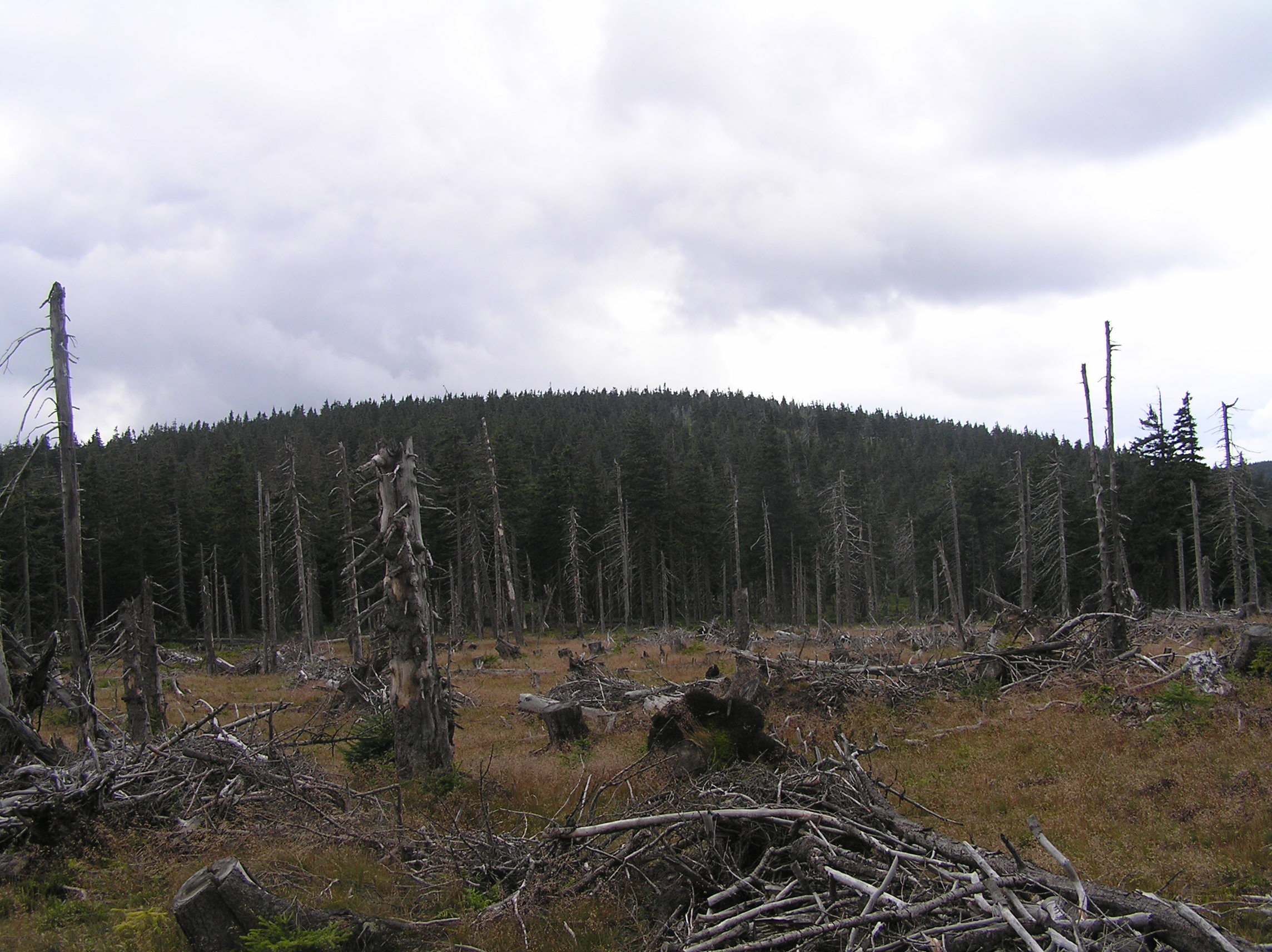
Sušina (1321 m n. m.)

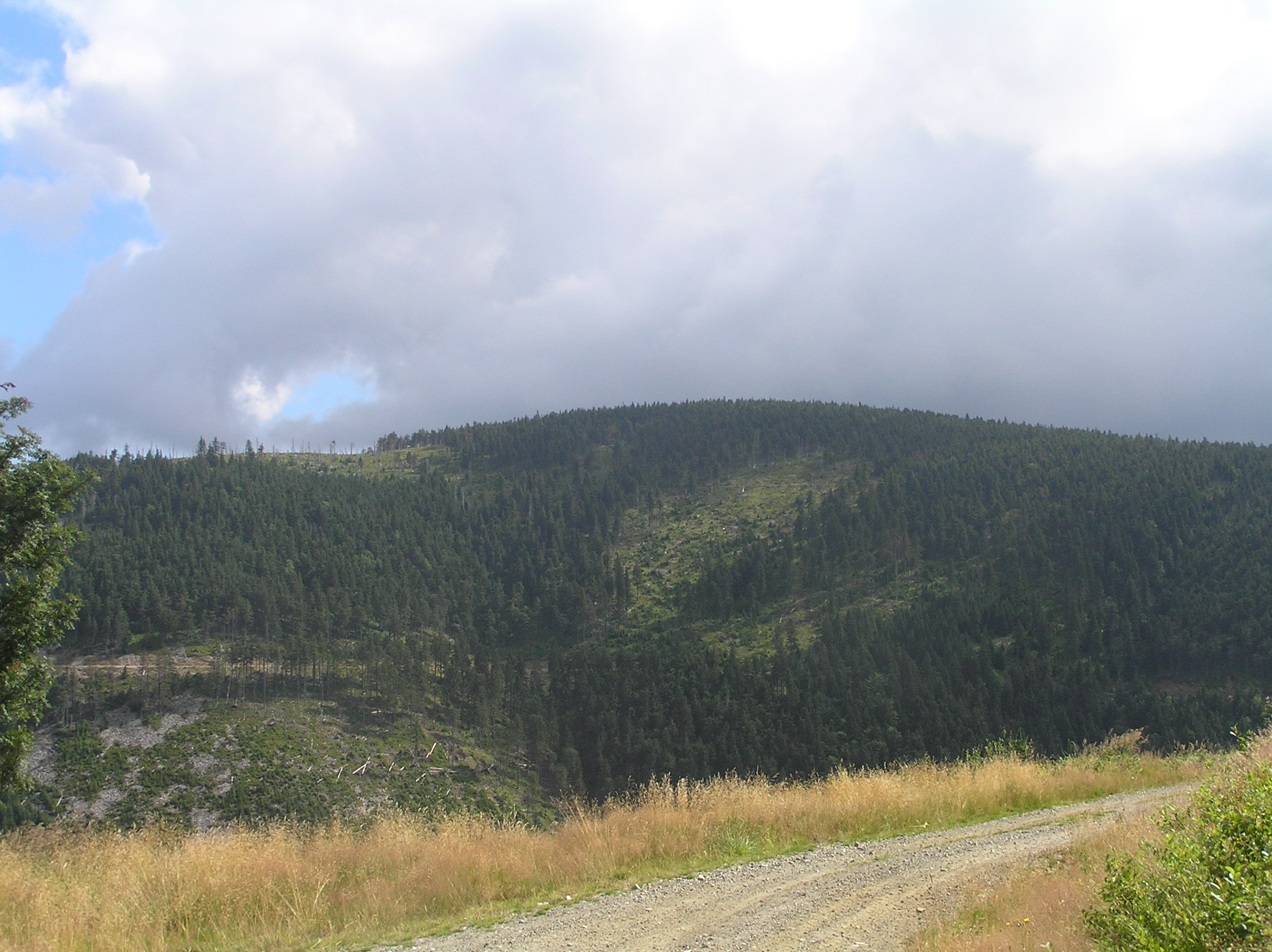
Podbělka (1308 m n. m.)

Seznam vrcholů v Králickém Sněžníku obsahuje vrcholy v Králickém Sněžníku. Jako hranice pohoří je uvažována hranice stejnojmenného geomorfologického celku.

## Seznam vrcholů podle výšky
Seznam vrcholů podle výšky obsahuje všechny pojmenované hory. Nejvyšší hory přesahují hranici 1000 m. Těchto tisícovek je celkem 15, Tetřeví hora (1250 m) je pouhým spočinkem, a mezi tisícovky se proto neřadí. I další vrcholy – spočinky v seznamu uvedené nejsou. Seznam vychází z údajů ze základních map ČR a postihuje pouze českou část pohoří.

| #   | Vrchol           | Výška m n. m. | Promi- nence | Izolace (km)            | Souřadnice                       | Okrsek                  |
| --- | ---------------- | ------------- | ------------ | ----------------------- | -------------------------------- | ----------------------- |
| 01. | Králický Sněžník | 1423          | 664          | 30,0 → Praděd           | 50°12′26″ s. š., 16°50′52″ v. d. | Hornomoravská hornatina |
| 02. | Malý Sněžník     | 1327          | 101          | 02,3 → Králický Sněžník | 50°11′29″ s. š., 16°48′55″ v. d. | Malosněžnický hřbet     |
| 03. | Sušina           | 1321          | 108          | 03,2 → Králický Sněžník | 50°10′24″ s. š., 16°51′49″ v. d. | Podbělský hřbet         |
| 04. | Hraniční skály   | 1320          | 011          | 00,5 → Malý Sněžník     | 50°11′15″ s. š., 16°48′34″ v. d. | Malosněžnický hřbet     |
| 05. | Podbělka         | 1308          | 027          | 01,3 → Sušina           | 50°09′52″ s. š., 16°50′54″ v. d. | Podbělský hřbet         |
| 06. | Černá kupa       | 1295          | 022          | 00,5 → Sušina           | 50°10′50″ s. š., 16°51′54″ v. d. | Podbělský hřbet         |
| 07. | Stříbrnická      | 1251          | 040          | 00,9 → Králický Sněžník | 50°11′43″ s. š., 16°51′53″ v. d. | Podbělský hřbet         |
| 08. | Babuše           | 1246          | 018          | 00,6 → Podbělka         | 50°09′23″ s. š., 16°51′18″ v. d. | Tetřeví rozsochy        |
| 09. | Uhlisko          | 1241          | 007          | 00,2 → Podbělka         | 50°10′27″ s. š., 16°50′47″ v. d. | Podbělský hřbet         |
| 10. | Slamník          | 1232          | 035          | 00,9 → Podbělka         | 50°09′16″ s. š., 16°50′17″ v. d. | Podbělský hřbet         |
| 11. | Souš             | 1225          | 018          | 00,8 → Babuše           | 50°08′43″ s. š., 16°51′35″ v. d. | Tetřeví rozsochy        |
| 12. | Hleďsebe         | 1190          | 083          | 01,1 → Hraniční skály   | 50°10′17″ s. š., 16°47′58″ v. d. | Malosněžnický hřbet     |
| 13. | Klepáč           | 1145          | 042          | 01,3 → Hleďsebe         | 50°09′23″ s. š., 16°47′27″ v. d. | Malosněžnický hřbet     |
| 14. | Sviní hora - S   | 1092          | 038          | 01,0 → Souš             | 50°07′47″ s. š., 16°52′13″ v. d. | Tetřeví rozsochy        |
| 15. | Sviní hora       | 1074          | 006          | 00,4 → Sviní hora - S   | 50°07′14″ s. š., 16°52′10″ v. d. | Tetřeví rozsochy        |
| 16. | Koňský hřbet     | 0992          | 018          | 00,4 → Stříbrnická      | 50°11′15″ s. š., 16°50′55″ v. d. | Podbělský hřbet         |
| 17. | Hraniční hora    | 0968          | 015          | 00,4 → Stříbrnická      | 50°12′04″ s. š., 16°53′06″ v. d. | Hraniční hřbet          |
| 18  | Selské vrchy     | 0950          | 012          | 00,3 → Slamník          | 50°08′30″ s. š., 16°49′23″ v. d. | Podbělský hřbet         |
| 19. | Jelení vrch      | 0936          | 008          | 00,4 → Klepáč           | 50°08′40″ s. š., 16°46′54″ v. d. | Malosněžnický hřbet     |
| 20. | Štvanice         | 0867          | 043          | 00,8 → Sušina           | 50°10′14″ s. š., 16°53′55″ v. d. | Podbělský hřbet         |
| 21. | Kladské sedlo    | 0845          | 010          | 00,4 → Rykowisko        | 50°13′34″ s. š., 16°55′04″ v. d. | Hraniční hřbet          |
| 22. | Větrný vrch      | 0807          | 014          | 00,6 → Klepáč           | 50°07′48″ s. š., 16°47′13″ v. d. | Malosněžnický hřbet     |
| 23. | Maliník          | 0795          | 012          | 00,6 → Slamník          | 50°07′21″ s. š., 16°49′07″ v. d. | Podbělský hřbet         |

1. ↑  Vrchol je v Polsku, 40 metrů za hranicí, výška na hranici je 1325 m.
2. ↑  Vrchol je v Polsku, 30 metrů za hranicí, výška na hranici je 1144 m.

## Seznam ultratisícovek
Ultratisícovky jsou hory s nadmořskou výškou alespoň 1000 metrů, prominencí (převýšením od klíčového sedla) alespoň 100 metrů a izolací alespoň 1 km. Jsou tedy průnikem nejvyšších a nejprominentnějších hor. V Králickém Sněžníku jsou tři.
| #   | Vrchol           | Výška m n. m. | Promi- nence | Izolace (km)            | Souřadnice                       | Okrsek                  |
| --- | ---------------- | ------------- | ------------ | ----------------------- | -------------------------------- | ----------------------- |
| 01. | Králický Sněžník | 1423          | 664          | 30,0 → Praděd           | 50°12′26″ s. š., 16°50′52″ v. d. | Hornomoravská hornatina |
| 02. | Sušina           | 1321          | 108          | 03,2 → Králický Sněžník | 50°10′24″ s. š., 16°51′49″ v. d. | Podbělský hřbet         |
| 03. | Malý Sněžník     | 1327          | 101          | 02,3 → Králický Sněžník | 50°11′29″ s. š., 16°48′55″ v. d. | Malosněžnický hřbet     |

V polské části Králického Sněžníku (polsky Masyw Śnieżnika) je ještě jedna hora splňující parametry ultratisícovky - Czarna Góra (1205 m n. m., prominence 160 m).